# Indie Wschodnie

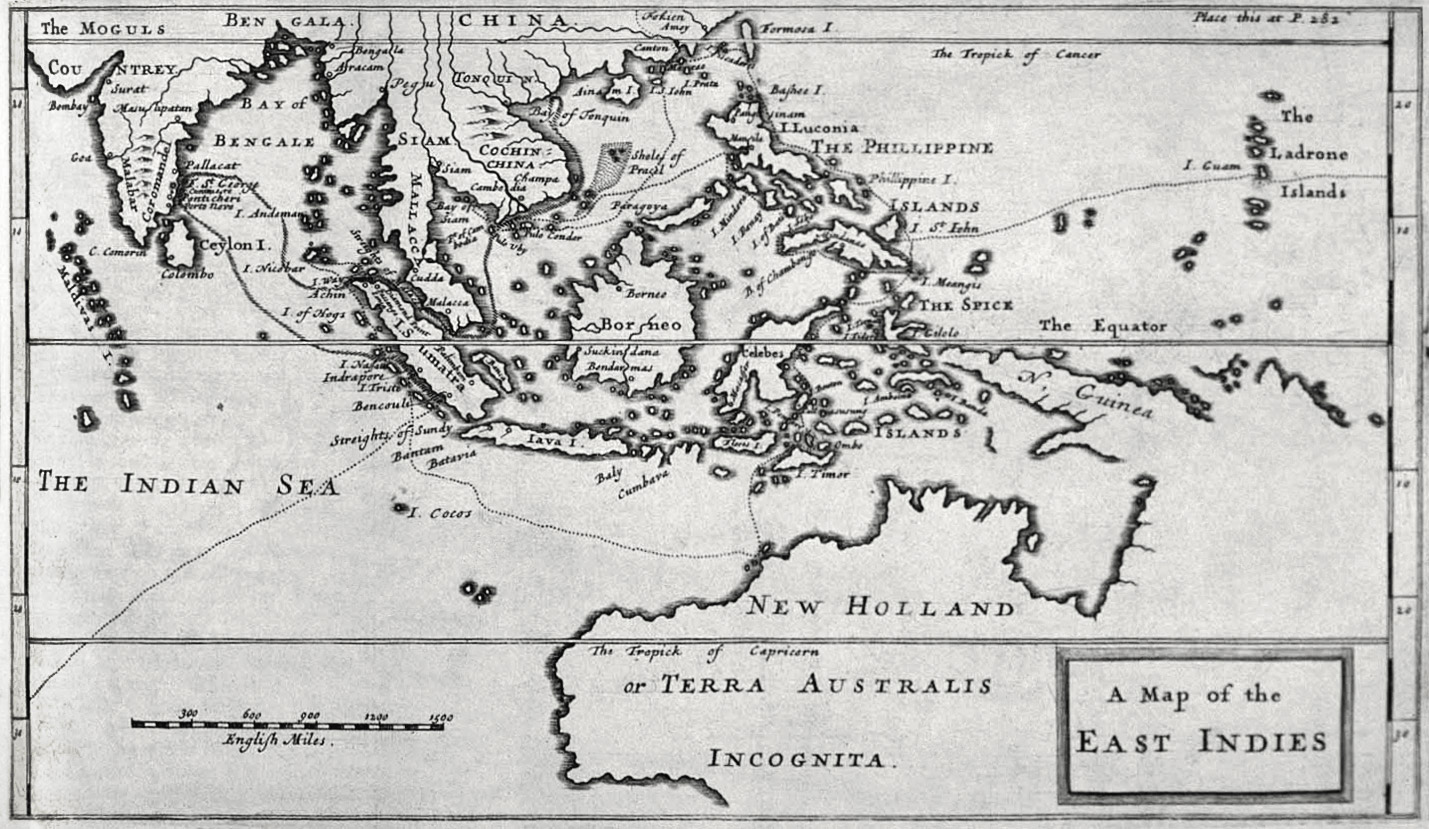
Mapa Indii Wschodnich Williama Dampiera opublikowana w 1697 roku

Indie Wschodnie (ang. East Indies, fr. Indes orientales, hiszp. Indias Orientales, niderl. Oost-Indië) – wyspiarska część Azji Południowo-Wschodniej, zasadniczo tożsama z Archipelagiem Malajskim.
Nazwa wywodzi się z okresu kolonialnego, z końca XVI wieku. Odnosiła się pierwotnie do większego regionu, obejmującego Półwysep Indyjski oraz obszary położone na wschód od niego, w tym Cejlon, Półwysep Indochiński oraz Archipelag Malajski. Służyła odróżnieniu „właściwych” Indii od Indii Zachodnich, znajdujących się w Ameryce.